# Telothyria trifurca
Telothyria trifurca är en tvåvingeart som först beskrevs av Wulp 1890.  Telothyria trifurca ingår i släktet Telothyria och familjen parasitflugor. Inga underarter finns listade i Catalogue of Life.